# Canterbury Northwester
Als Canterbury Northwester (Maori parera, im alltäglichen Sprachgebrauch auch oft Nor'wester oder Nor'west arch von englisch arch = „Bogen“) wird eine besondere Wetterlage an der Ostküste der neuseeländischen Südinsel bezeichnet. Sie zeichnet sich durch einen breiten Wolkenstreifen am ansonsten wolkenlosen Himmel aus, der von starken aus nordwestlicher Richtung kommenden Windströmungen begleitet wird. 

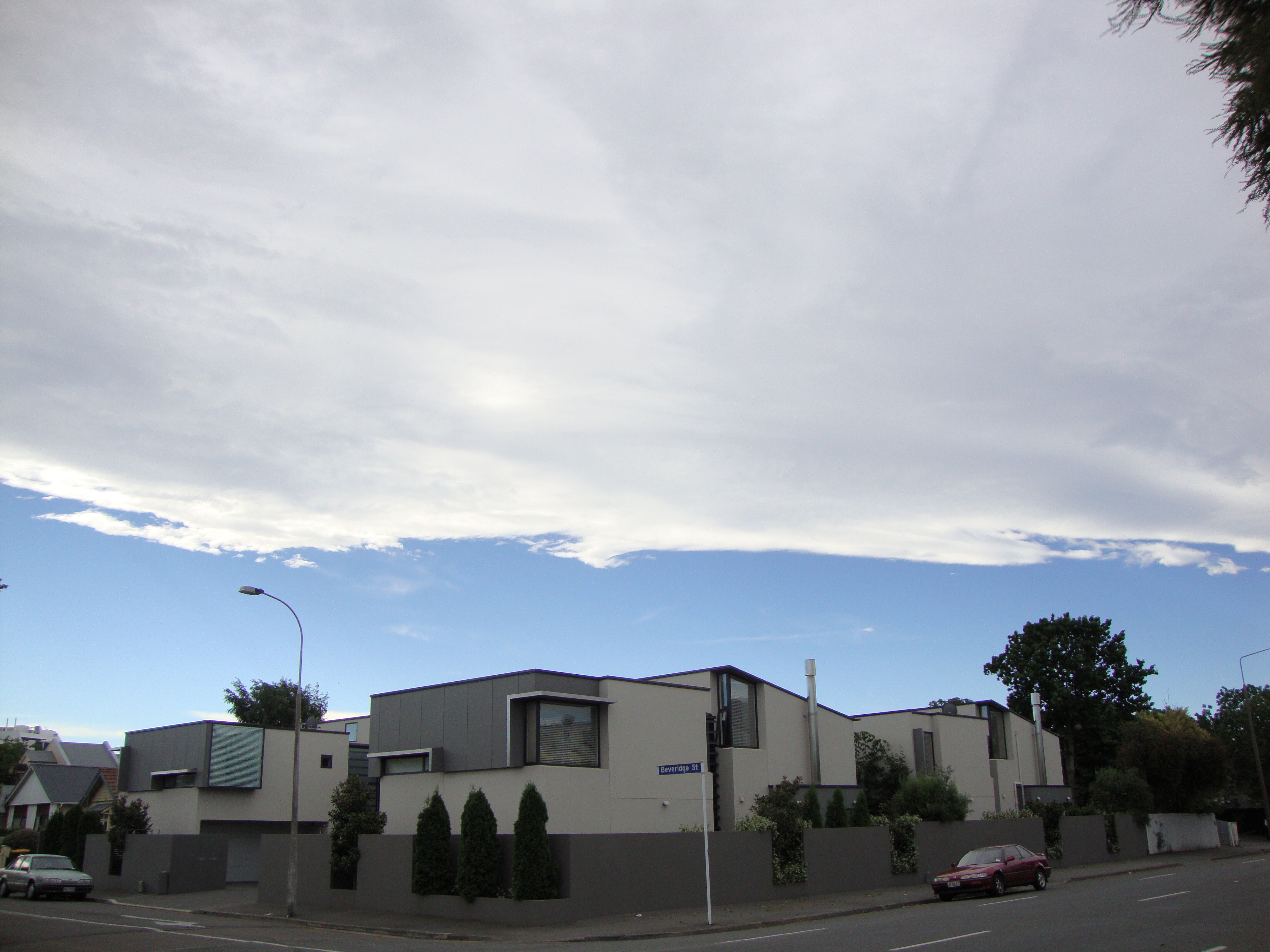
Typische Bogen-Wolkenformation in Christchurch.

Der Northwester ist ein typischer Föhnwind. Warme und feuchte Luft von der Tasmansee trifft von Nordwesten auf den Gebirgszug der Neuseeländischen Alpen. Der Wind weicht vor dem Gebirge in höhere Lagen aus, wo er sehr schnell abkühlt. Kurz vor der Gebirgskette, in der Region West Coast, verlieren die Windströmungen einen großen Teil ihrer Luftfeuchtigkeit in Form von hohen Niederschlägen, die zur Bildung der dortigen gemäßigten Regenwälder führt. Die verbliebenen Wassermoleküle des dann relativ trockenen Nor'wester sind während und nach der Überquerung der Südalpen als eindrucksvolle Wolken zu sehen, die besonders in der Region Canterbury als Band an der Spitze eines jeden Luftschubes zu sehen sind. Diese Wellenform kommt zustande, wenn die Feuchtigkeit − ähnlich einer Stehenden Welle − an der Spitze der Bögen kondensiert und somit als Wolke sichtbar wird und am tiefsten Punkt des Wellenbogens wieder kondensiert. 
Die Wolkenformationen und der Föhnwind erstrecken sich über das gesamte südliche Canterbury beginnend bei Amberley im Norden bis hin nach Central Otago tief in der Region Otago im Süden und ist vor allem in den ebenen Canterbury Plains besonders auffällig. Die größte Ansiedlung innerhalb des Einflussbereichs des Nor'wester ist Christchurch, die größte Stadt auf der Südinsel.
Der trockene, warme Föhnwind aus nordwestlicher Richtung verursacht nicht nur zwischenzeitliche Dürren in der normalerweise sehr fruchtbaren Region, sondern hat nachweislich einen Einfluss auf die menschliche Psyche: So steigen während der wehenden Böen die Selbstmordraten und sorgen für Kopfschmerzen, Depressionen sowie erhöhte häusliche Gewalt. Durch besonders starke Windstöße in Sturmstärke entstehen mitunter erhebliche Schäden an Gebäuden. Im späten Winter sorgt der Nor'wester für milde Temperaturen und kündigt einen kommenden Frühling an.
Siehe auch: Winde und Windsysteme